# Nikólaos Dorákis
Nikólaos Dorákis (en grec moderne : Νικόλαος Ντοράκης), ou Morákis (Μοράκης), est un tireur sportif grec.
Il est engagé dans deux épreuves de tir aux Jeux olympiques d'été de 1896 à Athènes.
Il remporte une médaille de bronze en pistolet d'ordonnance à 25 m tandis qu'il termine quatrième de l'épreuve de pistolet à 30 m.